# Bretteville-sur-Ay
 Bretteville-sur-Ay  es una población y comuna francesa, en la región de Baja Normandía, departamento de Mancha, en el distrito de Coutances y cantón de Lessay.

## Demografía
| 395 | 367 | 378 | 321 | 302 | 317 |
| Para los censos de 1962 a 1999 la población legal corresponde a la población sin duplicidades (Fuente: INSEE [Consultar]) |     |     |     |     |     |